# 히부스마정
히부스마정(碑衾町)은 도쿄부 에바라군에 일찍이 존재했던 정이다. 현재의 메구로구 남부에 해당한다.

## 역사
- 1889년 5월 1일 - 정촌제 시행에 수반해 에바라군 히부스마촌이 성립하였다.
- 1923년 - 간토 대지진에 인해 도쿄 방면에서 이주자가 급증하였다.
- 1927년 4월 1일 - 정으로 승격해 히부스마정이 되었다.
- 1932년 10월 1일 - 에바라구 전체가 도쿄시에 편입되어, 히부스마정의 구역은 메구로구가 되었다.

## 교통

### 철도
- 도쿄 요코하마전철(현 도큐급행전철)
  - 도요코선
- 메구로 가마타 전철
  - 오이마치선

## 명소・유적
- 碑文谷八幡宮
- 円融寺山門

## 참고문헌
- 大日本篤農家名鑑編纂所編『大日本篤農家名鑑』大日本篤農家名鑑編纂所、1910年。
- 『早稲田大学校友会会員名簿 大正14年11月調』早稲田大学校友会、1915-1925年。
- 交詢社編『日本紳士録 第34版』交詢社、1930年。
- 交詢社編『日本紳士録 第36版』交詢社、1932年。
- 東京市臨時市域擴張部 『荏原郡碑衾町現状調査』 1931年。
- 東京府荏原郡碑衾町役場 『市郡合併紀年 碑衾町誌』 1932年10月1日発行。
- 小林編纂部 實側 『東京府荏原郡碑衾町全圖番地界入』 1930年4月。